# Villafranchiano
Il Villafranchiano (dal nome della località Villafranca d'Asti) è un piano non standard usato in ambiente continentale, contemporaneo del Calabriano. Corrisponde grosso modo alla parte alta del Pliocene-parte bassa del Pleistocene.
Oltre ai ritrovamenti a Villafranca d'Asti e a quello più studiato ovvero la cava di Arboschio fraz. di Cantarana, importanti giacimenti fossiliferi del Villafranchiano sono stati trovati anche in Toscana ed in Puglia, in agro di Apricena (in provincia di Foggia).
In Piemonte affiora in superficie per buona parte dell'Altopiano di Poirino.